# Montmartin-en-Graignes
Montmartin-en-Graignes – miejscowość i dawna gmina we Francji, w regionie Normandia, w departamencie Manche. W 2013 roku populacja gminy wynosiła 590 mieszkańców. Przez miejscowość przepływa rzeka Vire. 
Dnia 1 stycznia 2019 roku ówczesne gminy Brucheville, Catz, Montmartin-en-Graignes, Saint-Hilaire-Petitville oraz Vierville włączono do Carentan-les-Marais. Siedzibą gminy pozostała miejscowość Carentan. 